# 出蕊木姜子
出蕊木姜子（学名：Litsea dunniana）为樟科木姜子属下的一个种。